# Comme les anges déchus de la planète Saint-Michel
Comme les anges déchus de la planète Saint-Michel est un film français réalisé par Jean Schmidt, sorti en 1979.

## Synopsis
La vie quotidienne de marginaux qui, en 1978, s'opposent  à l'expulsion des habitants d'un immeuble de l'impasse Saint-Sébastien dans le 11e arrondissement de Paris.

## Fiche technique
- Titre : Comme les anges déchus de la planète Saint-Michel
- Réalisation : Jean Schmidt
- Scénario : Jean Schmidt
- Photographie : Roland Bernard
- Son : Jean-Paul Loublier
- Musique : Philippe Zissmann
- Montage : Sabine Mamou
- Production : Atelier 8 - Institut national de l'audiovisuel
- Pays d'origine :  France
- Genre : Documentaire
- Durée : 93 minutes
- Date de sortie : 
  -  France : 17 janvier 1979

## Récompense
- 1978 : Prix de la presse - Rencontres internationales du jeune cinéma de Bruxelles